# Maguireothamnus speciosus
Maguireothamnus speciosus là một loài thực vật có hoa trong họ Thiến thảo. Loài này được (N.E.Br.) Steyerm. mô tả khoa học đầu tiên năm 1963.